# Wayanad (huyện)
Huyện Wayanad là một huyện thuộc bang Kerala, Ấn Độ. Thủ phủ huyện Wayanad đóng ở Kalpetta. Huyện Wayanad có diện tích 2131 ki lô mét vuông. Đến thời điểm năm 2001, huyện Wayanad có dân số 786627 người.